# Yōzō Tanaka
Pour les articles homonymes, voir Tanaka.
Yōzō Tanaka (田中 陽造, Tanaka Yōzō), né le 17 mai 1939 à Tokyo, est un scénariste japonais.

## Biographie
Yōzō Tanaka est diplômé de la faculté de littérature de l'université de Waseda.

## Filmographie

### Au cinéma
- 1966 : Saison de trahison (裏切りの季節, Uragiri no kisetsu?) d'Atsushi Yamatoya
- 1967 : La Marque du tueur (殺しの烙印, Koroshi no rakuin?) de Seijun Suzuki
- 1972 : Ensetsu jokyō-den: Oman midarehada (艶説女侠伝 お万乱れ肌?) de Katsuhiko Fujii (ja)
- 1973 : Jitsuroku Kazuko Shirakawa: hadaka no rirekisho (実録白川和子 裸の履歴書?) de Chūsei Sone
- 1973 : Osen la maudite ((秘)女郎責め地獄, Maruhi: Joro seme jigoku?) de Noboru Tanaka
- 1973 : Yakuza kannon: Iro jingi (やくざ観音 情女仁義?) de Tatsumi Kumashiro
- 1973 : Le Piège de la luxure (愛欲の罠, Aiyoku no wana?) d'Atsushi Yamatoya
- 1974 : Maruhi joshidaisei: Sex arbeit (女子大生 ＳＥＸアルバイト?) de Kōyū Ohara
- 1974 : Jitsuroku erogotoshitachi: Jungyō hanadensha (実録エロ事師たち 巡業花電車?) de Isao Hayashi (ja)
- 1974 : Fleur secrète (花と蛇, Hana to hebi?) de Masaru Konuma
- 1974 : Une femme à sacrifier (生贄夫人, Ikenie fujin?) de Masaru Konuma
- 1974 : Hihon: Sode to sode (秘本 袖と袖?) d'Akira Katō (ja)
- 1975 : Shitakari Hanjirō: Maruhi kannon o sagase (下苅り半次郎 （秘）観音を探せ?) de Takashi Harada
- 1975 : Shufu no taiken repōto: Onna no yojōhan (主婦の体験レポート おんなの四畳半?) de Kazunari Takeda
- 1975 : Tamawarinin yuki (玉割り人ゆき?) de Yūji Makiguchi (ja)
- 1975 : Kōshoku: Genroku (maruhi) monogatari (好色元禄(秘)物語?) d'Ikuo Sekimoto (ja)
- 1976 : Tsumatachi no gogo yori: Kannō no ori (「妻たちの午後」より 官能の檻?) de Shōgorō Nishimura
- 1976 : Ā!! Hana no ōendan (嗚呼！！花の応援団?) de Chūsei Sone
- 1976 : Ā!! Hana no ōendan: Yakusha yanō (嗚呼！！花の応援団 役者やのォー?) de Chūsei Sone
- 1977 : Ōoku ukiyo-buro (大奥浮世風呂?) d'Ikuo Sekimoto (ja)
- 1977 : Furenzoku satsujin jiken (不連続殺人事件?) de Chūsei Sone
- 1977 : Ā!! Hana no ōendan: Otoko namida no shin'eitai (嗚呼！！花の応援団 男涙の親衛隊?) de Chūsei Sone
- 1977 : Jigoku no tenshi: Akai bakuon (地獄の天使 紅い爆音?) de Makoto Naitō (ja)
- 1977 : Nikutai no mon (肉体の門?) de Shōgorō Nishimura
- 1978 : Aoi kemono: Hisoka na tanoshimi (青い獣 ひそかな愉しみ?) de Kazunari Takeda
- 1979 : Kinjirareta taiken (禁じられた体験?) de Shōgorō Nishimura
- 1979 : Jigoku (地獄?) de Tatsumi Kumashiro
- 1979 : Sanada Yukimura no bōryaku (真田幸村の謀略?) de Sadao Nakajima
- 1980 : Mélodie tzigane (ツィゴイネルワイゼン, Tsigoineruwaizen?) de Seijun Suzuki
- 1980 : Onna no hosomichi: Nureta kaikyo (おんなの細道 濡れた海峡?) de Kazunari Takeda
- 1981 : Jokyōshi: Yogoreta hōkago (女教師 汚れた放課後?) de Kichitarō Negishi
- 1981 : Shikake-nin Baian (仕掛人梅安?) de Yasuo Furuhata
- 1981 : Lettre d'amour (ラブレター, Rabu retā?) de Yōichi Higashi
- 1981 : Brumes de chaleur (陽炎座, Kagerō-za?) de Seijun Suzuki
- 1981 : Sailor Suit and Machine Gun (セーラー服と機関銃, Sērā-fuku to kikanjū?) de Shinji Sōmai
- 1983 : The Catch (魚影の群れ, Gyoei no mure?) de Shinji Sōmai
- 1984 : Keshō (化粧?) de Kazuo Ikehiro
- 1984 : Rhapsodie de Shanghai (上海バンスキング, Shanhai bansu kingu?) de Kinji Fukasaku
- 1985 : Ma no toki (魔の刻?) de Yasuo Furuhata
- 1985 : Lost Chapter of Snow: Passion (雪の断章 情熱, Yuki no danshō: Jōnetsu?) de Shinji Sōmai
- 1986 : Maison Ikkoku (めぞん一刻, Mezon ikkoku?) de Shin'ichirō Sawai
- 1986 : Cabaret (キャバレー, Kyabarei?) de Haruki Kadokawa
- 1987 : Kuroi doresu no onna (黒いドレスの女?) de Yōichi Sai
- 1987 : La Femme lumineuse (光る女, Hikaru onna?) de Shinji Sōmai
- 1991 : Yumeji (en) (夢二, Yumeji?) de Shinji Sōmai
- 1994 : Ghost Pub (居酒屋ゆうれい, Izakaya yūrei?) de Takayoshi Watanabe (ja)
- 1994 : Jardin d'été (夏の庭, Natsu no niwa?) de Shinji Sōmai
- 2004 : Tōkō no ki (透光の樹?) de Kichitarō Negishi
- 2009 : Villon's Wife (ヴィヨンの妻 〜桜桃とタンポポ〜, Viyon no tsuma - ōtō to tanpopo?) de Kichitarō Negishi
- 2010 : Saigo no chūshingura (最後の忠臣蔵?) de Shigemichi Sugita (ja)

### À la télévision
- 1973 : Kyōfu gekijō anbaransu (松本清張シリーズ・事故?) (série télévisée, 1 épisode)
- 1975 : Matsumoto Seichō shirīzu: Jiko (松本清張シリーズ・事故?) (téléfilm)
- 1980 : Akujo no kamen (悪女の仮面?) (téléfilm)
- 1980 : Tantei monogatari (探偵物語?) (série télévisée, 1 épisode)

## Distinctions
Sauf indication contraire, les informations mentionnées dans cette section peuvent être confirmées par la base de données cinématographiques IMDb,  présente dans la section « Liens externes ».

### Récompenses
- 1981 : prix Kinema Junpō du meilleur scénario pour Mélodie tzigane et Onna no hosomichi: Nureta kaikyo[2],[3]
- 1981 : prix Mainichi du meilleur scénario pour Mélodie tzigane[4]
- 1995 : prix Kinema Junpō du meilleur scénario pour Ghost Pub et Jardin d'été[5]
- 1995 : prix Mainichi du meilleur scénario pour Ghost Pub et Jardin d'été[6]
- 1995 : prix du meilleur scénario pour Ghost Pub et Jardin d'été au Festival du film de Yokohama
- 2010 : prix Mainichi du meilleur scénario pour Villon's Wife[7]

### Nominations
- Prix du meilleur scénario aux Japan Academy Prize :
  - en 1981 pour Mélodie tzigane et Onna no hosomichi: Nureta kaikyo[8]
  - en 1982 pour Brumes de chaleur, Lettre d'amour, Shikake-nin Baian et Jokyōshi: Yogoreta hōkago[9]
  - en 1984 pour The Catch[10]
  - en 1995 pour Ghost Pub[11]
  - en 2010 pour Villon's Wife[12]
  - en 2012 pour Saigo no chūshingura[13]